# Euro (cacciatorpediniere 1927)
L’Euro è stato un cacciatorpediniere della Regia Marina.

## Storia
Nel 1932 fu tra le prime unità della Regia Marina a ricevere una centralina di tiro di tipo «Galileo-Bergamini», progettata dall'allora capitano di vascello Carlo Bergamini.
Dal 1935 al 1937 si trovò in riserva.
Prese parte alla guerra civile spagnola per contrastare i rifornimenti destinati alle truppe spagnole repubblicane.
Nel 1938 fu schierato in Libia e in particolare in Cirenaica.
All'ingresso dell'Italia nella seconda guerra mondiale apparteneva, insieme ai gemelli Turbine, Nembo e Aquilone, alla I Squadriglia Cacciatorpediniere basata a Tobruk.
Il 5 luglio 1940 era ormeggiato nel porto di Tobruch quando, a partire dalle 20.20, tale base fu attaccata da aerosiluranti britannici: un siluro colpì l’Euro, che perse la prua e dovette essere portato a posarsi su bassifondali (nel medesimo attacco fu affondato anche il gemello Zeffiro). Recuperato e sommariamente riparato, passato al comando del CC Giovanni Dessy, già comandante dello Zeffiro, fu trainato a Palermo arrivandovi il 6 ottobre 1940, da lì rimorchiato a Taranto e quindi sottoposto a lavori di grandi riparazioni, tornando in efficienza solo alla fine del marzo 1941.
Il 1º aprile 1941 salpò da Napoli diretto a Tripoli, di scorta – insieme ai cacciatorpediniere Baleno e Tarigo ed alle torpediniere Polluce e Partenope – a un convoglio composto dai trasporti truppe Esperia, Conte Rosso, Marco Polo e Victoria: le navi giunsero a destinazione l'indomani.
Il 30 aprile appartenne, insieme al cacciatorpediniere Gioberti ed alle torpediniere Castore, Procione ed Orione), alla scorta di un convoglio formato dai trasporti Birmania, Marburg, Reichenfels, Rialto e Kybfels in navigazione da Augusta e Messina per la Libia carichi di rifornimenti per l'Afrika Korps; sebbene attaccato da aerei e sommergibili il 1º maggio, il convoglio non subì danni.
Dal 5 al 7 maggio scortò, insieme al cacciatorpediniere Fulmine ed alle torpediniere Procione, Cigno, Orsa, Centauro e Perseo, un convoglio composto dai piroscafi Marburg, Kybfels, Rialto, Reichenfels e Marco Polo sulla rotta per Tripoli.
Il 16 maggio salpò da Napoli di scorta, insieme ai cacciatorpediniere Turbine, Folgore, Fulmine e Strale, ad un convoglio composto dai piroscafi Preussen, Sparta, Capo Orso, Motia e Castelverde e dalla nave cisterna Panuco (si aggiunse poi la nave cisterna Superga): le navi giunsero a destinazione il 21, nonostante una collisione tra il Preussen e la Panuco ed un infruttuoso attacco del sommergibile HMS Urge al Capo Orso ed alla Superga.
Il 21 luglio fece parte della scorta (insieme a Folgore, Fulmine e Saetta) di un convoglio composto dai piroscafi Maddalena Odero, Nicolò Odero, Caffaro e Preussen in rotta Napoli-Tripoli, cui poi si aggiunsero la nave cisterna Brarena, il cacciatorpediniere Fuciliere e la torpediniera Pallade: aerosiluranti Fairey Swordfish dell'830° Squadron britannico attaccarono le navi l'indomani al largo di Pantelleria, affondando il Preussen e la Brarena.
Il 17 agosto appartenne, insieme ai cacciatorpediniere Freccia e Dardo ed alle torpediniere Procione, Pegaso e Sirtori, alla scorta di un convoglio composto dai trasporti Maddalena Odero, Nicolò Odero, Caffaro, Giulia, Marin Sanudo e Minatitlan; il sommergibile olandese O 23 silurò il Maddalena Odero che fu poi finito da aerei il 18, mentre rientrava a Lampedusa sotto la scorta delle torpediniere Pegaso e Sirtori, mentre le altre unità arrivarono a Tripoli il 19.
Il 26-29 agosto fece parte – insieme al cacciatorpediniere Oriani e alle torpediniere Procione, Orsa e Clio – della scorta di un convoglio formato dai piroscafi Ernesto ed Aquitania, dalla motonave Col di Lana e dalla nave cisterna Pozarica, in navigazione da Napoli a Tripoli; il 27 il convoglio fu attaccato due volte dal sommergibile HMS Urge, che mancò la Pozarica ma danneggiò l’Aquitania (che dovette rientrare a Trapani assistito dall’Orsa), eludendo poi la reazione della Clio; le altre navi giunsero a destinazione il 29.
Il 2 ottobre salpò da Napoli per scortare – insieme ai cacciatorpediniere Gioberti, Antonio da Noli ed Antoniotto Usodimare, cui poi si aggiunsero le torpediniere Partenope e Calliope – un convoglio formato dai trasporti Vettor Pisani, Fabio Filzi, Rialto e Sebastiano Venier; il 5 ottobre la Rialto, fu affondata da aerosiluranti britannici dell'830° Squadron in posizione 33°30' N e 15°53' E (al salvataggio di 145 uomini che erano a bordo della nave provvide il Gioberti).
Nella mattinata dell'8 novembre 1941 l'Euro (al comando del capitano di corvetta Giuseppe Cigala Fulgosi) salpò da Napoli per aggregarsi alla scorta del convoglio «Duisburg»: tale convoglio, formato dai trasporti Duisburg, San Marco, Sagitta, Maria, Rina Corrado, Conte di Misurata e Minatitlan (con a bordo in tutto 34.473 t di rifornimenti, 389 automezzi, 243 uomini) era diretto a Tripoli con la scorta dei cacciatorpediniere Maestrale, Grecale, Libeccio, Fulmine ed Alfredo Oriani (cui si aggiungevano, come scorta indiretta, anche gli incrociatori pesanti Trento e Trieste e 4 cacciatorpediniere)). Nella notte successiva il convoglio fu attaccato e distrutto dalla Forza K britannica (incrociatori leggeri Aurora e Penelope e cacciatorpediniere Lance e Lively): vennero affondati tutti i mercantili ed il Fulmine, mentre il Grecale riportò gravi danni. Nel combattimento l’Euro – che si trovava sul lato destro del convoglio – fu tra le prime navi attaccate dalle unità britanniche: a differenza di Fulmine e Grecale (le due unità più vicine), entrambi messi fuori uso, riuscì ad evitare la distruzione e si portò al contrattacco, avvicinandosi alle navi nemiche e preparandosi a lanciare i siluri; a quel punto fu però ricevuto l'ordine del caposcorta, capitano di vascello Bisciani del Maestrale, di non attaccare e tornare invece verso il convoglio: Bisciani riteneva infatti che le navi che stavano per essere attaccate dall’Euro fossero il gruppo Trento-Trieste, mentre l'attacco nemico avesse altra provenienza (del resto anche Cigala Fulgosi era stato colto da tale dubbio). Mentre ripiegava verso il convoglio l’Euro fu preso di mira dalle navi britanniche e centrato da sei proiettili e varie schegge: nessuna delle granate, tuttavia, esplose, e la nave riportò così solo danni lievi. L'unità cercò poi inutilmente di coprire i mercantili con cortine fumogene e di sparare qualche colpo. Nella mattinata successiva, alle 6.40, il Libeccio fu silurato dal sommergibile HMS Upholder: l’Euro tentò il rimorchio dell'unità danneggiata, e quando, dopo quattro ore, questa affondò, ne recuperò l'equipaggio insieme al Maestrale.
A fine 1941 fece parte della scorta del convoglio «Nicolò Odero» diretto a Tripoli.
Nel corso del 1942 fu sottoposto a lavori di rimodernamento, con l'imbarco di 7 mitragliere da 20/65 mm (in sostituzione delle 4 da 13,2 e 40 mm) e di due lanciabombe di profondità.
Il 30 maggio 1942 l’Euro (ancora al comando di Cigala Fulgosi), di scorta alla moderna motonave Rosolino Pilo diretta in Libia, si congiunse con il cacciatorpediniere da Recco e la motonave Gino Allegri, partiti da Brindisi. L’Allegri, che aveva due ufficiali inesperti come comandanti militare e civile ed un apparato radio malfunzionante, ebbe parecchie difficoltà a mantenersi in formazione e ricevette male, o non ricevette, diversi ordini del caposcorta da Recco. Intorno alle 4.25 del 31 maggio l’Euro e l’Allegri, diretti a Bengasi, si separarono da Pilo e Da Recco, ma poco dopo furono attaccati da bombardieri Vickers Wellington appartenenti al 221° Squadron della Royal Air Force: centrata nonostante il fuoco contraereo dell’Euro, l’Allegri esplose ed affondò in posizione 32°31' N e 18°36' E.
Successivamente il cacciatorpediniere fu dislocato in Egeo, operando nell'area dei Dardanelli.
Il 25 febbraio 1943 assunse il comando dell'unità – che aveva base a Lero – il capitano di fregata Vittorio Meneghini.
Alla proclamazione dell'armistizio si trovava in mare; su ordine del comando di Lero, rientrò in tale isola. Prese quindi parte alla battaglia di Lero.
Il 9 settembre fu inviato a Rodi per trasportare rinforzi diretti a quell'isola; dovette poi rientrare a Lero per evitare di restare bloccato dalla caduta di Rodi (avvenuta l'11 settembre).
Il 26 settembre Lero subì due attacchi, il primo alle 9.50 ed il secondo alle 15.30, di bombardieri tedeschi Stuka: furono affondati i cacciatorpediniere Vasilissa Olga (greco) ed Intrepid (britannico) nonché il MAS 534, mentre ebbero gravi danni i piroscafi Prode e Tananrog. L’Euro mollò gli ormeggi e riuscì ad evitare di essere colpito, aprendo il fuoco con le mitragliere e riuscendo ad abbattere uno Stuka e a danneggiarne un secondo.
Il 1º ottobre la nave fu danneggiata da alcune bombe cadute vicino allo scafo durante un nuovo attacco aereo; il 3 ottobre, nuovamente colpito nella rada di Parteni, l’Euro andò a fondo (altre fonti riportano l'affondamento come avvenuto il 30 settembre od il 1º ottobre).
I superstiti dell'equipaggio, guidati dal comandante Meneghini, continuarono a combattere sull'isola con le armi recuperate dal relitto del cacciatorpediniere. I membri dell'equipaggio dell’Euro furono tra gli ultimi reparti a cessare la resistenza, dopo la resa di Lero; quando, il 17 novembre 1943, si arresero ai reparti tedeschi, il comandante Meneghini venne fucilato. Alla sua memoria fu conferita la Medaglia d'oro al valor militare.